# 魂のさすらい
《魂のさすらい（チェコ語: Putování dušičky）》は、レオシュ・ヤナーチェクが作曲したヴァイオリン協奏曲。チェコ語の題名は直訳すると、「小さな（または愛すべき）魂の遍歴」ほどの意味である。未完成に終わった作品ながら、ヤナーチェク成熟期の作風を示す興味深い作例が散見される。 

## 経緯
イギリスにおけるヤナーチェク作品の紹介者だったローザ・ニューマーチの招聘によりロンドンを訪問中の1926年にこの協奏曲の作曲に着手した。同年の5月6日にウィグモア・ホールで開かれたヤナーチェク作品の演奏会でヴァイオリンを担当したアディラ・ファキーリに触発されたのが作曲の動機だった。また、一説には、この時のロンドンでの街頭デモで命を落とした運転手を悼んで書かれたともいう。タイトルについては、ドストエフスキーの「悪霊」との関連が指摘されている。
だが「グラゴル・ミサ」などの制作に忙殺された結果、作品は未完のまま放置され、今日では、構成可能なトルソとして残された3つの資料が知られている。それぞれには日付がない。協奏曲の草稿の素材は、単独の楽章に纏められており、演奏時間にして12分から15分程度である。譜面にはいくつかの注釈が記入されている。たとえば、29頁には「人間の中で」、30頁には「各人の生まれつきの愛すべき魂」、40頁には「鷲」、49頁には「結末まで気魄を持たず」、64頁には「器楽は消え行く」といった具合である。
1927年にヤナーチェクはヴァイオリン協奏曲という発想を捨て、素材を歌劇《死者の家から》（とりわけその組曲版）に転用した。没年である1928年には、ドイツの劇作家ゲルハルト・ハウプトマンの戯曲『シュルークとヤウ』のために劇付随音楽を作曲しているが、ここには《魂のさすらい》の動機に密接なつながりのあるヴァイオリンのソロ楽句も含まれている。
ミロシュ・シュチェドロニュ（Miloš Štědroň ）とレオシュ・ファルトゥス（Leoš Faltus ）の両博士によって1988年に再構成され、同年9月29日にブルノのヤナーチェク劇場において、ヤン・スタノフスキーの独奏と、ペトル・ヴロンスキー指揮ブルノ国立フィルハーモニー管弦楽団によって初演された。翌年ヨセフ・スクの独奏により最初の録音が実現すると、トマス・ツェートマイアーやイヴァン・ジェナティーの独奏による録音がその後に続いた。

## 概要
単一楽章。Andante.Tempo di Marcia-Adagio-Allegro-Grave-Maestosoとテンポが移り変わり、途中からは鎖が登場する。最後は「死者の家から」序曲の終結部により閉じられる。
演奏時間は約14分。

## 参考資料
- Putování dušičky. Ricostituzione critica. Partitura. Editio Supraphon 1997. H 7738
- ヨゼフ・スク独奏、イルジー・ビエロフラーヴェク指揮チェコ・フィルハーモニー管弦楽団演奏のCD(COCO-78494)ライナーノーツ